# Буйвидская возвышенность
Буйвидская (бел. Буйвідзкае ўзвышша) или же Буйвиджяйская (лит. Buivydžių aukštuma) возвышенность — небольшая возвышенность на белорусско-литовской границе, на востоке Вильнюсского района Литвы и западе Островецкого района Беларуси. Рассматривается как северо-западная часть Мядининской возвышенности. Название происходит от деревни Буйвиджяй (Буйвиды).
Буйвидская возвышенность образовалась в эпоху поозёрского оледенения, как напорный ледоотделительный массив, сложенный песчано-гравийным материалом и валунами. Протяженность с северо-запада на юго-восток около 30 км, в Литве больше 15 км, максимальная ширина 10 км. Самая высокая высота – 302 м, холм Дебесия под Трокениками (наивысшая точка Островецкого района). Поверхность холмистая, раздробленная эрозией, особенно западные и юго-западные склоны. Много рогов. Часть Буйвидской возвышенности в Литве расположена на территории Баравикинского ландшафтного заповедника.
Территория со всех сторон ограничена низменностями. К северу от возвышенности протекает река Вилия.
Почвы дерново-подзолистые, местами эродированные песчано-песчаные. Широко распространены сосновые (сосны, пихты) и берёзовые леса.